# قورباغه سراسان
قورباغه سراسان (نام علمی: Leptobrachella serasanae) نام یک گونه از تیره قورباغه‌های خاشاک است.